# Stanisław Kocjan
Stanisław Kocjan (ur. 2 stycznia 1942 w Baranie) – polski polityk i działacz związkowy, poseł na Sejm I kadencji.

## Życiorys
Ukończył w 1983 studia na Wydziale Elektrycznym Politechniki Szczecińskiej. Przez wiele lat pozostawał zatrudniony w Zakładach Chemicznych w Policach, w 2003 przeszedł na emeryturę.
W 1980 kierował strajkiem w swoim przedsiębiorstwie, był następnie jednym z regionalnych przywódców „Solidarności”. W stanie wojennym został internowany na okres od 13 grudnia 1981 do 30 listopada 1982.
W 1989 razem z Marianem Jurczykiem założył negujący uzgodnienia Okrągłego Stołu związek zawodowy „Solidarność” 80, w którym objął stanowisko wiceprzewodniczącego. Z ramienia tej organizacji w latach 1991–1993 sprawował mandat posła na Sejm I kadencji, wybranego w okręgu szczecińskim. W 1993 bezskutecznie ubiegał się o reelekcję z listy Koalicji dla Rzeczypospolitej. Po rozłamie w „S” 80 stanął na czele zakładowych struktur Krajowego NSZZ „Solidarność” 80.

## Odznaczenia
W 2010 odznaczony Krzyżem Oficerskim Orderu Odrodzenia Polski. W 2016 otrzymał Krzyż Wolności i Solidarności.